# 先锋街道 (牡丹江市)
先锋街道，是中华人民共和国黑龙江省牡丹江市西安区下辖的一个乡镇级行政单位。

## 行政区划
先锋街道下辖以下地区：
水道社区、邮政社区、新立社区、西三社区、西二社区和西一社区。